# 波德普魯德諾耶湖
波德普魯德諾耶湖（英語：Podprudnoye Lake），是南極洲的湖泊，位於毛德皇后地的阿斯特里德公主海岸，處於普里列德尼科沃耶湖東南面的席爾馬赫山地區，現時由南極條約體系管理。